# Обикновени миноги
Обикновените миноги (Lampetra) са род ранни безчелюстни риби от семейство Миногови (Petromyzontidae).
Таксонът е описан за пръв път от Пиер Жозеф Бонатер през 1788 година.

## Видове
- Lampetra aepyptera
- Lampetra alavariensis
- Lampetra auremensis
- Lampetra ayresii
- Lampetra fluviatilis – Речна минога
- Lampetra hubbsi
- Lampetra lamottenii
- Lampetra lanceolata
- Lampetra lusitanica
- Lampetra pacifica
- Lampetra planeri – Ручейна минога
- Lampetra richardsoni